# Reichsschule Koningsheide
Reichsschule Koningsheide was de eerste Nationalpolitische Erziehungsanstalt (napola) in het door het Duitse Rijk tijdens de Tweede Wereldoorlog bezette Nederland.

## Ligging
De Reichsschule Koningsheide was gevestigd in het hoofdgebouw van het voormalig sanatorium Koningsheide en heeft ten noorden van Arnhem, aan de Koningsweg vlak bij Schaarsbergen gestaan. Heden ten dage ligt hier DroomPark Hooge Veluwe (camping).

## Geschiedenis

### Oprichting
Snel na de bezetting van Nederland door de Wehrmacht en de Waffen-SS in mei 1940, werd de Nederlandse Inrichting voor Volksche Opleidingen opgericht, met het doel van hieruit naar Duits voorbeeld de Nationalpolitische Erziehungsanstalten (NPEA’s) uit te gaan breiden over Nederland. Deze naam werd niet gebruikt, maar wel de naam Reichsschule (als Duitse naam voor Rijksschool) om geen irritatie bij de bevolking te wekken. Het Ministerie van Onderwijs in Den Haag had reeds een Napola-afdeling. Sportleraar Bossongs uit Voorburg werd aan de top van leiding over de nieuw op te richten school gesteld. Dirk Bruggeman, die tot dan toe biologieleraar op Het Haagsche Lyceum en in de periode 1921-1926 de privéleraar van Prinses Juliana was, zou onderwijsleider worden.
Het in 1936 geopende sanatorium voor geesteszieke kinderen van gefortuneerde ouders, Koningsheide, in Schaarsbergen, dat door de Luftwaffe in 1940 werd geconfisqueerd en door de bouw van diverse bouwwerken, waaronder Bunker Diogenes en diverse bijgebouwen, de naam Divisionsdorf kreeg zou als eerste Nederlandse vestiging voor een Nationalpolitischen Erziehungsanstalt moeten dienen. Na een korte campagne werden 500 jongens aangemeld, waardoor een toelatingsexamen plaatsvond. Het eerste vond plaats in zes steden. Op 6 oktober 1941 vond het tweede plaats in Koningsheide. De jongens moesten voldoen aan enkele sportiviteitsnormen en ook in verschillende vakken hun kennis tonen. Ook werd muzikale aanleg beoordeeld door muziekleraar Jacob Ross.

### Connectie met de NPEA Bensberg
Op 20 oktober 1941 ving de eerste lichting aan. Onder hen bevonden zich Piet Reijnierse en Dick Woudenberg, zoon van NSB-leider Hendrik Jan Woudenberg. Een tweede en een derde lichting volgden en bestonden elk uit twintig jongens. Er waren zeven leraren op de school actief, waarvan zes uit de NSB afkomstig waren en een uit de NSNAP. Twee van hen hadden reeds de Napolaburg Oranienstein bezocht en twee anderen de Napola in Bensberg.  
Uit Bensberg kwamen enkele lichtingen met Duitse jongens en leraren, waaronder de Unterrichtsführer Ernst Debusmann, die eerst gescheiden van de Nederlandse leerlingen les kregen. Bij de maaltijden werden ze om en om aan tafel gezet om elkaar te kunnen omgaan.

### Gebrek aan discipline
Wegens het gebrek aan discipline op Reichsschule Königsheide, in vergelijking met de Duitse scholen, toonde de toenmalige Unterrichtsführer van de NPEA Bensberg, gevolmachtigde van Napola-inspecteur August Heißmeyer in Nederland, Wilhelm Kemper, zich uiterst ontevreden. Tijdens een bespreking met de NSB gevolmachtigde voor onderwijs Robert Van Genechten, op  12 februari 1942, werd duidelijk dat beiden een nieuw begin van de Nederlandse Reichsschule wensten. Van Genechten wilde een Napola onder leiding van de NSB, maar Kemper, bewust van het grote aantal Joodse en Indische leden in die partij, stond op een school onder Duits gezag. 
Over het vak Duits konden zij het niet eens worden. Voor de Vlaming Van Genechten was Duits een vreemde taal, terwijl Kemper Duits als hoofdtaal zag, want als de Duitse taal niet beheerst werd, kon men ook de betekenis van het woord van de Führer niet begrijpen, was zijn redenering.
De ouders van de leerlingen werden voor de keuze gesteld of hun kind naar een reguliere school te laten gaan of op de nieuw te bouwen Nationalpolitischen Erziehungsanstalt onder Duits gezag te plaatsen.

### Nieuw onderkomen
Aanvankelijk werd gekozen voor het door de Koninklijke familie verlaten Paleis Soestdijk, waaraan door Himmler goedkeuring werd verleend, met de restrictie dat de naam van de school Marnix van Sint-Aldegonde moest worden vanwege de historische betekenis voor het Duitse Rijk. De naam Reichsschule zou gehandhaafd blijven.

### Mislukt experiment
Het gebrek aan discipline en het geschil tussen Kemper en Van Genegten waren aanleiding om het experiment van de Reichsschule Koningsheide als mislukt te beschouwen en tot sluiting over te gaan.
De lessen aan Reichsschule Koningsheide werden beëindigd en het sanatoriumgebouw werd weer aan de Luftwaffe ter beschikking gesteld. In april 1942 werden de leerlingen met hun leraren tijdelijk ondergebracht op de NPEA Bensberg.